# يحيى بن إبراهيم
يحيى بن إبراهيم الجدالي، لقب بالزعيم السياسي، كان أميرا و سيدا مطاعا في قومه لما عرف عنه من شجاعة، وكرم وجود ومقدرة عالية؛ اشتهر برجاحة عقله ونفاذ بصيرته وسداد رأيه وحرصه على هداية قومه، وصدق الإيمان بدينه ومستقبل أمته، وهو أول أسس الدولة المرابطية رفقة الزعيم الديني عبد الله بن ياسين والشيخ أبو عمران الفاسي، كما كان أول أمير مرابطي حكم الدولة المرابطية.

## حياته ونشأته
لم تشر المصادر التي ترجمت للأمير يحيى إلى نشأته الأولى ولا حتى سنة ولادته، كما لم تذكر أيضا تاريخ وفاته، وإنما اكتفت بذكر بعض الأحداث المهمة والرئيسية التي عاشها، إذ أن أغلب المصادر ربطت ترجمته انطلاقا من سنة 427 (1035م)، وهي السنة التي رحل فيها الأمير يحيى لأداء فريضة الحج، إلى السنة التي عاصرت بداية نشأة الدولة المرابطية.
خرج الأمير يحيى من ديار الملثمين قاصدا حج بيت الله الحرام بغية أداء فريضة سنة 427 (1035م) الحج تاركًا الحكم لإبنه إبراهيم، وكان الحج في ذلك الزمان رحلة في طلب العلم، اجتاز الأمير في إيابه مدينة القيروان التي كانت آنذلك المدينة الثقافية للمغرب الإسلامي وقبلة القصاد من قاصية المغرب والأندلس،  وكانت قد تحررت لتوها من قبضة الاستعمار الإسماعيلي واستردت استقلالها كاملًا، وانتصر فقهاء المالكية في معركة الفاطميين والزيريين نصرًا عظيمًا.

### لقاءه بالفقيه إمام المغرب
حضر الأمير يحيى في القيروان مجالس الذكر وحلقات العلم، ورمت به أقدار الله في حلقة إمام المغرب الفقيه أبو عمران الفاسي، الذي دأب الأمير يحيى بعد ذلك إلى حضور مجلسه والاستفادة من علمه، حتى تعلقت نفسه بتعاليم أبي عمران الفقهية، وعرض نفسه عليه وأبلغه مراده . فسأله أبو عمران الفاسي عن قبيلته ووطنه فذكر أنه من الصحراء من قبيلة جدالة إحدى قبائل صنهاجة، ثم طلب منه الفقيه أن يحدثه عن أحوال بلده وسيرته وما ينتحلونه من المذاهب، فرد عليه الأمير قائلا: 
| يحيى بن إبراهيم | "ما لنا علم من العلوم ولا مذهب من المذاهب، لأننا في الصحراء منقطعين لا يصل إلينا إلا بعض التجار الجهال، حرفتهم الاشتغال بالبيع والشراء ولا علم عندهم..." | يحيى بن إبراهيم |

أعجب الفقيه أبو عمران بالأمير يحيى لما لمسه فيه من حب للخير وحرصه على التعلم والتفقه في دين الله تعالى، ورغبته في إحياء نشر تعاليم الإسلام في قبيلته جدالة، فطلب الأمير يحيى من أبي عمران الفاسي أن يرسل معه من تلاميذه من يثق بعلمه ودينه، ليعلم قبيلته ويصلح دينهم ويأمرهم بالمعروف وينهاهم عن المنكر، لما لحقهم من جهل بتعاليم الإسلام، ويعيد إقامة أحكام الشريعة الإسلامية، فطمأنه الفقيه أبو عمران، وقال له: سوف أجتهد لك في ذلك إن شاء الله تعالى.
عرض الفقيه الأمر على طلبته، لكن لم يجد من يوافق على الذهاب مع الأمير يحيى، وذلك لمشقة السفر البعيد، والانقطاع في الصحاري وشدة مناخها، ولاستصعابهم دخول الصحراء.

### لقائه بوجاج بن زلو اللمطي
بعد عرض الفقيه أمر الأمير يحيى على طلبته ورفضهم طلبه بسبب وعورة المنطقة وعناء السفر، أحاله الفقيه على تلميذ له في بلاد السوس في أقصى المغرب، وهو الفقيه وجاج بن زلو اللمطي، الذي كان يقيم في رباط هناك بمدينة نفيس أسماه دار المرابطين، فأعطاه الشيخ أبو عمران الفاسي كتابا يوصله إليه وكانت رسالة إمام القيروان إلى هذا الفقيه الورع المتزهد: إبعث إلى بلده من تثق به بدينه وورعه وكثرة علمه وسياسته، ليعلمهم القرآن وشرائع الإسلام ويفقههم في الدين.
فلما وصل يحيى بن إبراهيم إلى أقصى المغرب، وجده وجاج في موضع يقال له ملكوس، فاجتمع معه فيه وأعطاه كتاب الفقيه أبي عمران وتوكيده عليه، فما كاد الفقيه وجاج يتسلم كتاب شيخه أبي عمران حتى جمع مريديه رواد رباطة وأطلعهم على رغبة إمام القيروان، وانتذب لذلك رجلا منهم جزولي النسب من أبرع طلبته وأزكاهم يدعى عبد الله بن ياسين.

### لقائه بعبد الله بن ياسين
دخل ابن ياسين بلاد صنهاجة في صحبة زعيمها يحيى بن إبراهيم، فنزل على قبيلة لمتونة، التي بالغت في إكرامه والترحيب به، فأخذ عبد الله بن ياسين يبث تعاليم الإسلام، ويحييها في نفوسهم ويأمرهم بالمعروف وينهاهم عن المنكر، فاشتد في مطالبتهم بالإقلاع عن تقاليدهم وعاداتهم المنافية لدين الإسلام كالزواج بأكثر من أربع والزنا والسرقة و غيرها،
لكنهم ضاقوا عليه، فأخذوا يجافونه وينفرون منه.
وعندئذ رأى عبد الله بن ياسين ضرورة مغادرة لمتونة والرحيل إلى بلاد السودان، ولكن الأمير يحيى تمسك به، وأشار عليه بالانقطاع إلى جزيرة نائية بعيدا عن هؤلاء البدو الجهلة، فوافقه ابن ياسين على ذلك، خاصة أن هذا الرأي وجد في نفسه ميل إلى الزهد، وخرج الأمير يحيى مع عبد الله بن ياسين و ثلة ممن ثبتوا على دين الحق من صنهاجة، إلى رباط ناء في أقاصي الصحراء، حيث أقاموا يعبدون الله ويطبقون تعاليم دينه الحنيف.
وأيا كان فإنهم ما لبثوا هنالك إلا قليلا، حتى سمع بهم الناس فكثر عليهم الوارد ونزع إليه التوابون ممن جفوه من قبل، حتى بلغ عدد من اجتمع عليهم من أشراف صنهاجة نحو ألف رجل. فسماهم المرابطين من أجل ملازمتهم لذلك الرباط، وما لبثوا على تلك الحالة، ولزومهم الرباط حتى خطب فيهم الفقيه عبد الله بن ياسين، بضرورة الجهاد فلبوا طلبه وعلى رأسهم الأمير يحيى، وقاموا بفتح جديد لقبائل صنهاجة الواحدة تلو الأخرى تحت راية الجهاد. فقوي أمر جدالة وظهورهم، واستمروا في الجهاد والفتوحات، حتى دنت لهم كل بلاد المغرب.
ولما توفي الأمير يحيى بن إبراهيم الجدالي، قدم ابن ياسين مكانه الأمير يحيى ابن عمر اللمتوني، وكان من أهل الدين والفضل، كما كان طائعا في جميع أموره لإمامه ابن ياسين.

## الإنجازات
تذكر بعض كتب التاريخ، أن أبا عمران الفاسي هو الذي وضع الخطوط الأولى مع الأمير يحيى ابن إبراهيم لقيام دولة سنية في المغرب على أسس دينية صحيحة كي تستطيع القضاء على الفوضى السياسية و الدينية التي كان المغرب يتخبط فيها منذ سنوات عديدة.
وهكذا بدأ الأمير يحيى في شق طريقه المليء بالعقبات و الأشواك من أجل إنقاذ قومه وإعزازهم في الدنيا والأخرة، ورجع إلى أهله رفقة الزعيم الديني وجمع من المجاهدين المرابطين لفتح صنهاجة وتوحيدها ونشرالإسلام فيها وإحيائه من جديد على أسس سنية، بعد ما عرفته تلك القبائل من جهل وكفر.